# ستارا کیشوا
ستارا کیشوا (به لهستانی:  Stara Kiszewa) یک روستا در لهستان است که در گمینا ستارا کیشوا واقع شده‌است. ستارا کیشوا ۱٬۴۸۰ نفر جمعیت دارد و ۱۱۷٫۵ متر بالاتر از سطح دریا واقع شده‌است.